# 安煥
安煥，字復旦，又字默齋，山東日照人，清初政治人物，進士出身。
父安允中，字衷一，庠生，封文林郎，翰林院編修，娶董氏，封儒人。子二，安煥，安爌。
順治六年（1649年），戊子乙丑聯捷進士，殿試二甲進士出身，選內翰林院庶吉士。散館國史館编修，敕授文林郎，官至江西布政司右參議，分守湖東道。
娶妻孫氏，繼丁氏，俱贈儒人。後娶趙氏厲氏。子一，安垐之，字路公，歲貢生，濟南府長清縣儒學左堂。